# Bacteroides thetaiotaomicron
Bacteroides thetaiotaomicron es una bacteria anaerobia Gram-negativa que reside y domina el tracto intestinal humano. Se compone de un proteoma que contiene los medios estructurales para hacer entrar e hidrolizar dentro de la bacteria los polisacáridos no digeribles, así como un mecanismo de detección medioambiental (sensing) que consiste en proteínas de membrana externa.

## Descripción e importancia
Inicialmente se aisló de materia fecal.
Bacteroides thetaiotaomicron tiene una gran importancia en términos de estudio bacteria-hospedador en el intestino humano debido a sus relaciones simbióticas en él, así como por sus habilidades digestivas y su potencial de romper los enlaces de los polisacáridos de los vegetales digeridos.
Su contribución al desarrollo postnatal del intestino,a la fisiología del hospedador y las capacidades metabólicas que provee al hospedador son algunos de los beneficios significativos que transmite.
Sin embargo es también una bacteria anaeróbica patógena clave pues tiene un potencial extremo de causar enfermedad y es también resistente a los antibióticos, lo cual la hace de interés clínico.

## Estructura genómica
Bacteroides thetaiotamicron se compone de un genoma de 6.26 Mb y contiene 4776 genes que codifican proteínas.El genoma se presenta como un cromosoma circular de DNA de doble cadena.El contenido de G+C  de esta bacteria ronda el 42.8 % y el 90% del genoma está involucrado en codificar proteínas esenciales en la unión e importación de diferentes polisacáridos.
Además, Bacteroides thetaiotaomicron contiene un plásmido circular (p5482) que tiene 33.038 pb de longitud y que contiene 38 genes que codifican para 38 proteínas cuya función principal está en el sensing ambiental. El contenido de G+C  del plásmido es de un 47.2% y el 83% del genoma está implicado en codificar para proteínas.[1] Este plásmido de 33 Kb es uno de los distintos tipos de elementos genéticos móviles, que incluye 63 transposasas y cuatro homólogos del transposon conjugativo CTnDOT. La amplia gama de hospedadores de CTnDOT así como la presencia de CTn conduce a la teoría de que la microevolución podría ocurrir mediante la transferencia de DNA entre B.thetaiotaomicron y otras formas de bacteria residentes en el intestino humano.
Otras características interesantes de B.thetaiotaomicron es que una larga porción de su genoma está involucrada en la recogida y la metabolización de los polisacáridos de la dieta.La co-localización de los genes implicados en el metabolismo de los polisacáridos junto a factores sigma de tipo ECF (importantes en la detección de señales ambientales permiten a B thetaiotaomicron coordinar la disponibilidad de nutrientes con la expresión de estos genes específicos.)

## Estructura celular y metabolismo
Bacteroides thetaiotaomicron es un anaerobio estricto y un importante endosimbionte del intestino humano.La bacteria usa varios polisacáridos como fuente de carbono y energía.B.thetaiotaomicron es capaz de usar amilosa, amilopectina y pululano (todos tres formas de almidón)además de maltooligosacáridos.
Así, el organismo digiere materiales complejos de vegetales que las enzimas humanas no pueden digerir,y esto produce una contribución importante a las calorías absorbidas.
Un paso importante en el metabolismo de los polisacáridos que realiza B.thetaiotaomicron implica su unión a la superficie celular antes de someterse a hidrólisis. Esto permite el secuestro eficiente de productos de hidrólisis.Las enzimas asociadas a la célula son responsables de hidrolizar los polisacáridos a pequeños fragmentos que son digeribles fácilmente.
Esta unión y escisión del sustrato ocurre bien antes o bien durante la translocación al periplasma.El complejo multiproteico asociado a la membrana externa involucrado en este proceso de digestión separa la unión de sustrato y la hidrólisis usando diferentes proteínas para cada tarea
La estructura del sistema específico para el uso de almidón en B.thetaiotaomicron comprende siete genes estructurales sus (genes de uso de almidón) que van de sus A a susG.Muchos de estos genes codifican proteínas involucradas en la unión e hidrólisis de almidón, y están separados en dos segmentos transcripcionales (susA y susB a susG respectivamente)
La maltosa, así como oligómeros más grandes que provienen del almidón son importantes en la regulación de la expresión de estos genes estructurales, pues solo son expresados en su presencia.
La expresión de los genes sus es regulada por las proteínas regiladores SusR y MalR, las cuales son siempre expresadas con independencia de señales ambientales.
Estos dos regulones conforman todos los genes necesitados para crecer en almidón y maltotriosa 

## Ecología
Bacteroides thetaiotaomicron es un componente mayoritario del intestino adulto y ha sido utilizado como modelo para el estudio de la simbiosis entre bacterias y humanos .Su función metabólica para con el humano es degradar polisacáridos vegetales una capacidad esencial para el intestino humano.
Además es muy importante durante la transición postnatal entre la leche materna y la dieta dura, consistente en almidones vegetales.     
Se ha encontrado una angiogénesis (creación de nuevos vasos sanguíneos a partir de los existentes estimulada en los intestinos debido a una señal microbiana detectada por las células de Paneth.)
B thetaiotaomicron beneficia a su huésped proveyéndole de la suficiente habilidad absortiva de los nutrientes que el microbio ayuda a procesar.
Otro proceso de desarrollo postnatal en el intestino mediado por Bacteroides thetaiotaomicron es la formación de la barrera mucosa intestinal, que protege al huésped de la invasión de patógenos a través de la regulación de la expresión de proteínas antibióticas específicas de especie.
Patología